# Ted Leo
Theodore Francis "Ted" Leo, född 11 september 1970 i South Bend, Indiana,  är en amerikansk sångare, sångtextförfattare och gitarrist. Leo har spelet med en mängd band, inkluderat Citizens Arrest, Chisel, the Sin-Eaters, samt Ted Leo and the Pharmacists, som är hans nuvarande band.
Leo växte upp i Bloomfield, New Jersey. Leo's bröder, Chris och Danny, är även de sångare och låtskrivare.
Leo är vegan.

## Diskografi

### Med Puzzlehead
- Puzzlehead 7" (1991)

### Med Animal Crackers
- Split 7" with Whipped (1991)
- Self Titled 4 Song 7" on Thrashing Mad Records

### Med Citizens Arrest
- A Light In The Distance 88-90 (1995)

### Med Chisel
- Nothing New (April 1995; Gern Blandsten)
- 8 A.M. All Day (Januari 1996; Gern Blandsten)
- Set You Free (April 1997; Gern Blandsten)

### Med Hell No
- Reformer 7" (1991)
- Skin Job Lp (1992)

### Med Ted Leo and the Pharmacists
- Tej Leo (?) Rx/Pharmacists (September 1999)
- The Tyranny of Distance (Juni 2001)
- Hearts of Oak (Januari 2003)
- Shake the Sheets (Oktober 2004)
- Living with the Living (Mars 2007)
- The Brutalist Bricks (Mars 2010)

### Solo
- Live At Third Man (2011)
- The Hanged Man (2017)